# Greg Drummond
Greg Drummond (Forfar, 3 de febrero de 1989) es un deportista británico que compite por Escocia en curling.
Participó en los Juegos Olímpicos de Sochi 2014, obteniendo una medalla de plata en la prueba masculina.
Ganó tres medallas en el Campeonato Mundial de Curling entre los años 2011 y 2013, y una medalla de bronce en el Campeonato Europeo de Curling Masculino de 2013.

## Palmarés internacional
| Representando al Reino Unido |                     |                   |        |
| Juegos Olímpicos             |                     |                   |        |
| Año                          | Lugar               | Medalla           | Prueba |
| 2014                         | Sochi (Rusia)       | Medalla de plata  | Equipo |
| Representando a Escocia      |                     |                   |        |
| Campeonato Mundial           |                     |                   |        |
| Año                          | Lugar               | Medalla           | Prueba |
| 2011                         | Regina (Canadá)     | Medalla de plata  | Equipo |
| 2012                         | Basilea (Suiza)     | Medalla de plata  | Equipo |
| 2013                         | Victoria (Canadá)   | Medalla de bronce | Equipo |
| Campeonato Europeo           |                     |                   |        |
| Año                          | Lugar               | Medalla           | Prueba |
| 2013                         | Stavanger (Noruega) | Medalla de bronce | Equipo |